# Juan Guaidó
Juan Gerardo Guaidó Márquez (pronunție în spaniolă [hwaŋ heˈɾaɾðo ɣwai̯ˈðo ˈmaɾ.kes]; n. 28 iulie 1983, La Guaira, Venezuela) este un politician venezuelan, de profesie inginer, care din 5 ianuarie 2019 ocupă funcția de președinte al Adunării Naționale a Venezuelei. Este membru al partidului Voința Populară și deputat în Adunarea Națioanală, reprezentând statul Vargas. Juan Guaidó a debutat în politică în 2007 odată cu generația de studenți care au ieșit în stradă împotriva fostului președinte Hugo Chávez.
Pe 23 ianuarie 2019, Juan Guaidó s-a autoproclamat „președinte în exercițiu” al țării în fața a milioane de oameni care protestau pe străzile Caracasului împotriva lui Nicolás Maduro. În acest sens, Guaidó a invocat articolele 233, 333 și 350 din Constituția Venezuelei care îl împuternicesc pe președintele Adunării Naționale să își asume președinția interimară a țării pentru a restabili ordinea democratică. Președinția lui Guaidó este recunoscută de zeci de guverne din întreaga lume, inclusiv Guvernul României, dar și de organizații interguvernamentale precum Parlamentul European și Grupul de la Lima.

## Legături externe
- Juan Guaidó pe Twitter
- Juan Guaidó pe Instagram
- Juan Guaidó Arhivat în 16 iulie 2019, la Wayback Machine. pe site-ul Adunării Naționale din Venezuela
- CNN interview, ianuarie 2019

| Funcții politice           | Funcții politice                                           | Funcții politice |
| -------------------------- | ---------------------------------------------------------- | ---------------- |
| Predecesor: Omar Barboza   | Președinte al Adunării Naționale a Venezuelei 2019–prezent | În funcție       |
| Predecesor: Nicolás Maduro | Președinte interimar al Venezuelei Disputat 2019–prezent   | În funcție       |